# 土岐口駅
土岐口駅（ときぐちえき）は、かつて岐阜県土岐市土岐津町にあった東濃鉄道駄知線の駅（廃駅）である。
旧・土岐津町の中心駅であり、旅客の他製品を扱う貨物駅でもあった。岐阜県立土岐商業高等学校の最寄駅であり、学生の利用が多かったという。

## 歴史
- 1922年（大正11年）1月11日：新土岐津駅（現・土岐市駅） - 下石駅間開業に際し、駄知鉄道の駅として開業。
- 1944年（昭和19年）3月1日：合併により東濃鉄道駄知線の駅となる。
- 1972年（昭和47年）7月13日：昭和47年7月豪雨による橋梁流失に伴い全線で営業休止。
- 1974年（昭和49年）10月21日：駄知線の廃線により廃止。

## 駅構造
交換設備、貨物積み下ろし設備を有した駅であった。駄知線の駅の中では、最も貨物取扱量が多かったという。なお、扱っていた貨物は陶磁器ではなく、陶磁器の原料になる陶土（粘土）が中心であった。

## 現況
駅跡地にはホームが残っていたが現在は取り壊され、住宅や工場となっている。当時のものと推測される倉庫が残っている。

## 隣の駅
東濃鉄道
駄知線
神明口駅 - 土岐口駅 - 下石駅